# Plinthisus americanus
Plinthisus americanus är en insektsart som beskrevs av Van Duzee 1910. Plinthisus americanus ingår i släktet Plinthisus och familjen Rhyparochromidae. Inga underarter finns listade i Catalogue of Life.